# 圣城报
圣城报（阿拉伯语：‎ ）是一份巴勒斯坦國阿拉伯语日报，報社總部位于耶路撒冷。该报在华盛顿哥伦比亚特区设有办事处。它是巴勒斯坦领土上发行量最大的日报。   該報紙於1967年開始發行，當時該報紙由两家出版物合并而成。該報紙除了紙質版外還發行PDF和HTML版內容。 2008年12月17日，该报的网站开始發佈波斯语新聞。 2023年初，该報的网站開始發佈希伯来语和英语新聞。 